# Кубок шести наций
Кубок шести наций (англ. Six Nations Championship), текущее коммерческое название Guinness Six Nations — ежегодное международное соревнование по регби-15, проводящееся среди шести сильнейших сборных Европы: Англии, Ирландии, Италии, Уэльса, Франции и Шотландии.
Первый турнир европейских регбийных сборных был проведён в 1883 году, тогда за титул обладателя Кубка домашних наций сразились сборные Англии, Ирландии, Уэльса и Шотландии. С 1910 года участниками турнира стали французы, которые, впрочем, были исключены в 1931 году. Первый послевоенный розыгрыш кубка, состоявшийся в 1947 году, снова был проведён при участии пяти команд, как и следующие турниры по 1999 год включительно. Последнее на данный момент расширение географии чемпионата имело место в 2000 году, когда к числу сильнейших присоединились итальянцы. Победа в турнире традиционно приравнивается к титулу чемпиона Европы. Тем не менее, официальная ведущая европейская регбийная организация Регби Европы параллельно проводит ещё один международный турнир, Чемпионат Европы по регби, в котором соревнуются менее сильные сборные.

## История
Первая встреча сборных команд по регби состоялась ещё в 1871 году, но долгое время британские команды довольствовались товарищескими матчами. Лишь в 1883 году был устроен первый турнир для команд четырёх «Домашних наций» (англ. Home Nations), то есть Англии, Шотландии, Ирландии (которая тогда целиком входила в состав Великобритании) и Уэльса.
С 1906 года в турнире принимает участие команда Франции, и с 1910 он называется Кубком пяти наций. В 1930 году французов отстраняют от участия в первенстве, обвинив их в грубости и в том, что игроки получают за игру деньги.
В 1939 году Францию вновь допускают на чемпионат, но начало Второй мировой войны заставило прервать его проведение до 1947 года. С тех пор популярность чемпионата неуклонно росла, и он постепенно стал самым престижным соревнованием в Северном полушарии (кроме него, в Европе также существует Кубок европейских наций, которым управляет FIRA-AER). Однако до 1993 года победителям чемпионата не вручалось никакого приза: с турнира 1992-93 годов вручается кубок.
С 2000 года в турнире участвует и сборная Италии: в первые годы итальянская команда выступала слабо, однако в 2006 году она показала значительные улучшения в игре и добилась первого очка на выезде, сведя вничью матч с Уэльсом в Кардиффе.

## Формат

Участники кубка.

Кубок разыгрывается ежегодно, зимой и весной. Каждая пара команд каждый год чередует места проведения матчей (то есть в один год матч Англия — Уэльс проходит в Лондоне на стадионе «Твикенхэм», в следующий — на кардиффском стадионе Миллениум, затем опять в Англии, и так далее). Команда, выигравшая все пять матчей, выигрывает Большой шлем (хотя никакого кубка за это не вручается). С 2010 года Большой шлем выигрывали сборная Франции в 2010 году, сборная Уэльса в 2012 году, сборная Англии в 2016 году и сборная Ирландии в 2018 году. Если одной из команд «Домашних наций» удается обыграть три других, она получает Тройную корону. О занявшей последнее место команде говорят, что ей досталась «деревянная ложка».
За победу в матче дается четыре очка, за ничью — два. В Кубке шести наций работает система бонусных очков (когда команда, совершившая четыре попытки, или проигравшая с разницей в 7 и менее очков, получает бонусное очко). Команда выигравшая все матчи также получает 3 бонусных очка. До недавнего времени команды, набравшие одинаковое число очков, делили звание чемпиона; теперь победитель определяется по разнице очков.

## Победители

### Кубок домашних наций (1883—1909)
| - 1883: Англия - 1884: Англия - 1885: не доигран - 1886: Англия/Шотландия - 1887: Шотландия - 1888: Ирландия/Шотландия/Уэльс - 1889: Шотландия - 1890: Англия/Шотландия - 1891: Шотландия | - 1892: Англия - 1893: Уэльс - 1894: Ирландия - 1895: Шотландия - 1896: Ирландия - 1897: не доигран - 1898: не доигран - 1899: Ирландия - 1900: Уэльс | - 1901: Шотландия - 1902: Уэльс - 1903: Шотландия - 1904: Шотландия - 1905: Уэльс - 1906: Ирландия/Уэльс - 1907: Шотландия - 1908: Уэльс - 1909: Уэльс |

### Кубок пяти наций (1910—1931)
| - 1910: Англия - 1911: Уэльс - 1912: Ирландия/Англия - 1913: Англия - 1914: Англия - 1915: не проводился - 1916: не проводился - 1917: не проводился | - 1918: не проводился - 1919: не проводился - 1920: Шотландия/Уэльс/Англия - 1921: Англия - 1922: Уэльс - 1923: Англия - 1924: Англия | - 1925: Шотландия - 1926: Ирландия/Шотландия - 1927: Ирландия/Шотландия - 1928: Англия - 1929: Шотландия - 1930: Англия - 1931: Уэльс |

### Кубок домашних наций (1932—1939)
| - 1932: Ирландия/Англия/Уэльс - 1933: Шотландия - 1934: Англия | - 1935: Ирландия - 1936: Уэльс - 1937: Англия | - 1938: Шотландия - 1939: Англия/Уэльс/Ирландия |

### Кубок пяти наций (1940—1999)
| - 1940: не проводился - 1941: не проводился - 1942: не проводился - 1943: не проводился - 1944: не проводился - 1945: не проводился - 1946: не проводился - 1947: Англия/Уэльс - 1948: Ирландия - 1949: Ирландия - 1950: Уэльс - 1951: Ирландия - 1952: Уэльс - 1953: Англия - 1954: Англия/Франция/Уэльс - 1955: Франция/Уэльс - 1956: Уэльс - 1957: Англия - 1958: Англия - 1959: Франция | - 1960: Англия/Франция - 1961: Франция - 1962: Франция - 1963: Англия - 1964: Шотландия/Уэльс - 1965: Уэльс - 1966: Уэльс - 1967: Франция - 1968: Франция - 1969: Уэльс - 1970: Франция/Уэльс - 1971: Уэльс - 1972: не доигран - 1973: ничья - 1974: Ирландия - 1975: Уэльс - 1976: Уэльс - 1977: Франция - 1978: Уэльс - 1979: Уэльс | - 1980: Англия - 1981: Франция - 1982: Ирландия - 1983: Франция/Ирландия - 1984: Шотландия - 1985: Ирландия - 1986: Франция/Шотландия - 1987: Франция - 1988: Франция/Уэльс - 1989: Франция - 1990: Шотландия - 1991: Англия - 1992: Англия - 1993: Франция - 1994: Уэльс - 1995: Англия - 1996: Англия - 1997: Франция - 1998: Франция - 1999: Шотландия |

### Кубок шести наций (2000—н.в.)
| - 2000: Англия - 2001: Англия - 2002: Франция - 2003: Англия - 2004: Франция - 2005: Уэльс - 2006: Франция - 2007: Франция - 2008: Уэльс | - 2009: Ирландия - 2010: Франция - 2011: Англия - 2012: Уэльс - 2013: Уэльс - 2014: Ирландия - 2015: Ирландия - 2016: Англия - 2017: Англия | - 2018: Ирландия - 2019: Уэльс - 2020: Англия - 2021: Уэльс - 2022: Франция - 2023: Ирландия - 2024: Ирландия - 2025: Франция |

### Статистика
| 1883—2019            | Англия  | Ирландия | Италия | Уэльс   | Франция | Шотландия |
| -------------------- | ------- | -------- | ------ | ------- | ------- | --------- |
| Участие, раз         | 122     | 124      | 19     | 124     | 88      | 124       |
| Победы (совместные)  |         |          |        |         |         |           |
| Кубок домашних наций | 5 (4)   | 4 (4)    | N/A    | 7 (4)   | N/A     | 10 (3)    |
| Кубок пяти наций     | 17 (6)  | 6 (5)    | N/A    | 15 (8)  | 12 (8)  | 5 (6)     |
| Кубок шести наций    | 6       | 4        | 0      | 5       | 5       | 0         |
| Итого                | 28 (10) | 14 (9)   | 0 (0)  | 27 (12) | 17 (8)  | 15 (9)    |
| Большой шлем         |         |          |        |         |         |           |
| Кубок домашних наций | 0       | 0        | N/A    | 2       | N/A     | 0         |
| Кубок пяти наций     | 11      | 1        | N/A    | 6       | 6       | 3         |
| Кубок шести наций    | 2       | 2        | 0      | 4       | 3       | 0         |
| Итого                | 13      | 3        | 0      | 12      | 9       | 3         |
| Тройная корона       |         |          |        |         |         |           |
| Кубок домашних наций | 5       | 2        | N/A    | 6       | N/A     | 7         |
| Кубок пяти наций     | 16      | 4        | N/A    | 11      | N/A     | 3         |
| Кубок шести наций    | 4       | 5        | N/A    | 4       | N/A     | 0         |
| Итого                | 25      | 11       | N/A    | 21      | N/A     | 10        |
| Деревянная ложка     |         |          |        |         |         |           |
| Кубок домашних наций | 11      | 15       | N/A    | 8       | N/A     | 8         |
| Кубок пяти наций     | 14      | 21       | N/A    | 12      | 17      | 21        |
| Кубок шести наций    | 0       | 0        | 14     | 1       | 1       | 4         |
| Итого                | 25      | 36       | 14     | 21      | 18      | 33        |

## Комментарии
1. 1 2 3 4 5 6 7 8 9 10 11 12 13 14 15 16 17 18 19 20 21 22 23 24 25 26 27 28 29 30 31 32 33 34 35 36 37 38 39 40  Большой шлем.
2. ↑  Победителями турнира были объявлены все пять команд.